# Rippenplatte
Eine Rippenplatte ist im Bauwesen eine Platte, auf die zur Verbesserung ihres Widerstands gegen Biegen oder Wölben   Rippen senkrecht aufgesetzt sind.
Im Gleisbau wird eine Platte mit zwei aufgesetzten Leisten, zwischen denen der bandförmige Fuß einer aufgelegten Schiene formschlüssig quer zu ihr positioniert wird, auch als „Rippenplatte“ bezeichnet. Die hier Rippen genannten Anschlag-Leisten sind nur wenig höher als die Dicke des Schienenfußes und dienen nicht zum Aussteifen der Platte. Beim Schienen-Oberbau K sind die Leisten in der Mitte unterbrochen.
Als Rippenplatten werden auch auf Fußwegen angebrachte Betonplatten mit eng benachbarten niedrigen Rippen (oder umgekehrt: wenig tiefen Rillen) bezeichnet. Sie lassen sich mit den Füßen ertasten und dienen Sehbehinderten zur Orientierung z. B. in Fußgängerzonen und auf Bahnsteigen.

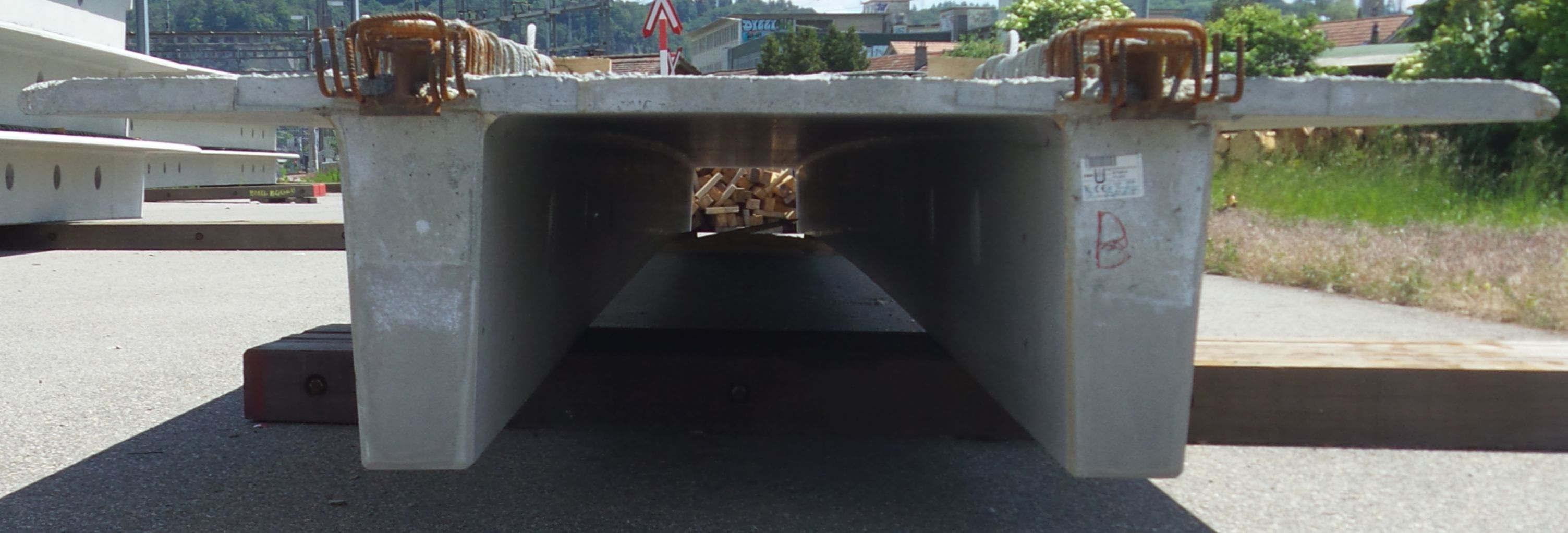
Im Bauwesen verwendete Rippenplatte aus Beton Rippen auf Plattenunterseite wirken als Träger bzw. Balken (alternativen Bezeichnung Plattenbalken)
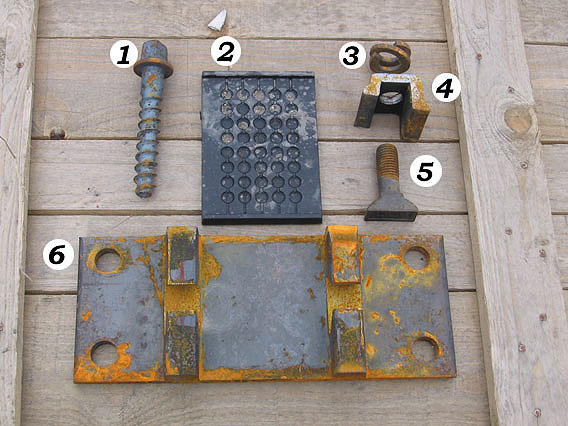
„Rippenplatte“ im Gleisbau (# 6)
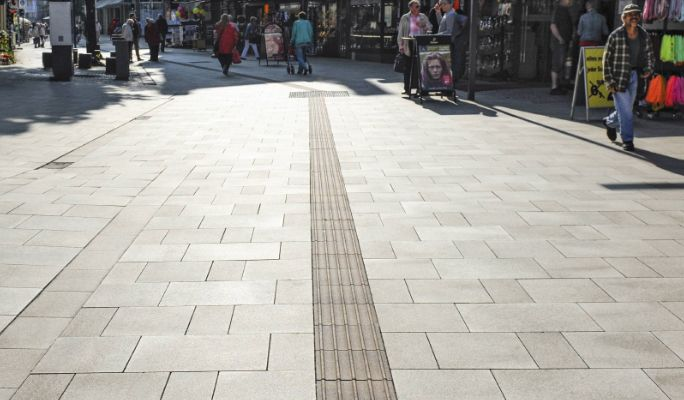
Fußgängerzone mit Rippenplatten als Orientierungshilfe für Sehbehinderte